# Uitbouwbrug
Een uitbouwbrug is dikwijls een soort cantileverbrug, bestaande uit een betonconstructie van ter plaatse gestort beton, gebouwd als uitkraging aan weerszijden vanaf de pijler. De liggers aan beide zijden van de pijler houden elkaar als de armen van een weegschaal in evenwicht.
Het voordeel van deze bouwwijze is dat de brug ter plaatse gebouwd kan worden zonder dat er tijdens de bouw tijdelijke ondersteunende constructies nodig zijn. De bouwwijze is dus uitermate geschikt voor lange overspanningen over waterwegen.
De typische uitbouwbrug is te herkennen aan twee holle kokers onder het wegdek. De Jan Blankenbrug over de Lek bij Vianen is de meest recente innovatie van de 'uitbouwbrug.' De vernieuwing die doorgevoerd is, is dat de brug nu uit één koker wordt opgebouwd met daarbovenop reeds geprefabriceerde platen.